# 閑院宮孝仁親王
閑院宮孝仁親王（かんいんのみや たつひとしんのう、寛政4年4月28日（1792年6月17日） - 文政7年2月9日（1824年3月9日））は、江戸時代の皇族。世襲親王家の閑院宮第4代当主。幼名は寿宮（ひさのみや）。

## 経歴
文化5年（1808年）に親王宣下・元服・常陸太守。文政3年（1820年）に式部卿。文政7年（1824年）に一品。

## 系譜
父は美仁親王（東山天皇曾孫）。御息所は関白鷹司政熙（東山天皇曾孫）の女の鷹司吉子（微妙覚院）
- 妃：鷹司吉子（微妙覚院、1787-1873）
  - 第一王女：茂宮（1811）
  - 第一王子：致宮（1812-1813）
  - 第二王女：永宮（1815-1816）
  - 第二王子：基宮 愛仁親王（1818-1842）- 第五代閑院宮
  - 第三王子：健宮 教仁法親王（1819-1851）- 妙法院宮、天台座主
  - 第三王女：昌宮 佳子女王（1822-1906）- 田安家徳川慶頼室

御息所の鷹司吉子は子の愛仁親王の薨去後、閑院宮家の当主格に遇された。